# San Silvestro delle Arcelle
San Silvestro delle Arcelle è un borgo sito nel territorio di Umbertide, al centro della "Vallata di San Silvestro Delle Arcelle".

## Caratteristiche fisiche
La Vallata di San Silvestro delle Arcelle, si distende dal crinale di San Bartolomeo Dei Fossi, sino ad incontrare la valle del Niccone, presso la frazione di Spedalicchio, estendendosi da un capo all'altro per circa 10 chilometri; presenta un terreno alquanto fertile, favorito dalla presenza di abbondanti acque per l'irrigazione. Ai lati è racchiusa dai crinali di Faggeto e Bastia Creti, a nord, quindi di Migianella Dei Marchesi, Prugnano e Caicocci, a sud. Sempre sul lado sud, a circa 6 km. si profila la conica vetta di Monte Acuto, i cui bacini imbriferi si propagano nella Vallata di San Silvestro Delle Arcelle, tant'è che l'acqua della vallata ha un carattere solfureo identico alle acque sottostanti Monte Acuto.

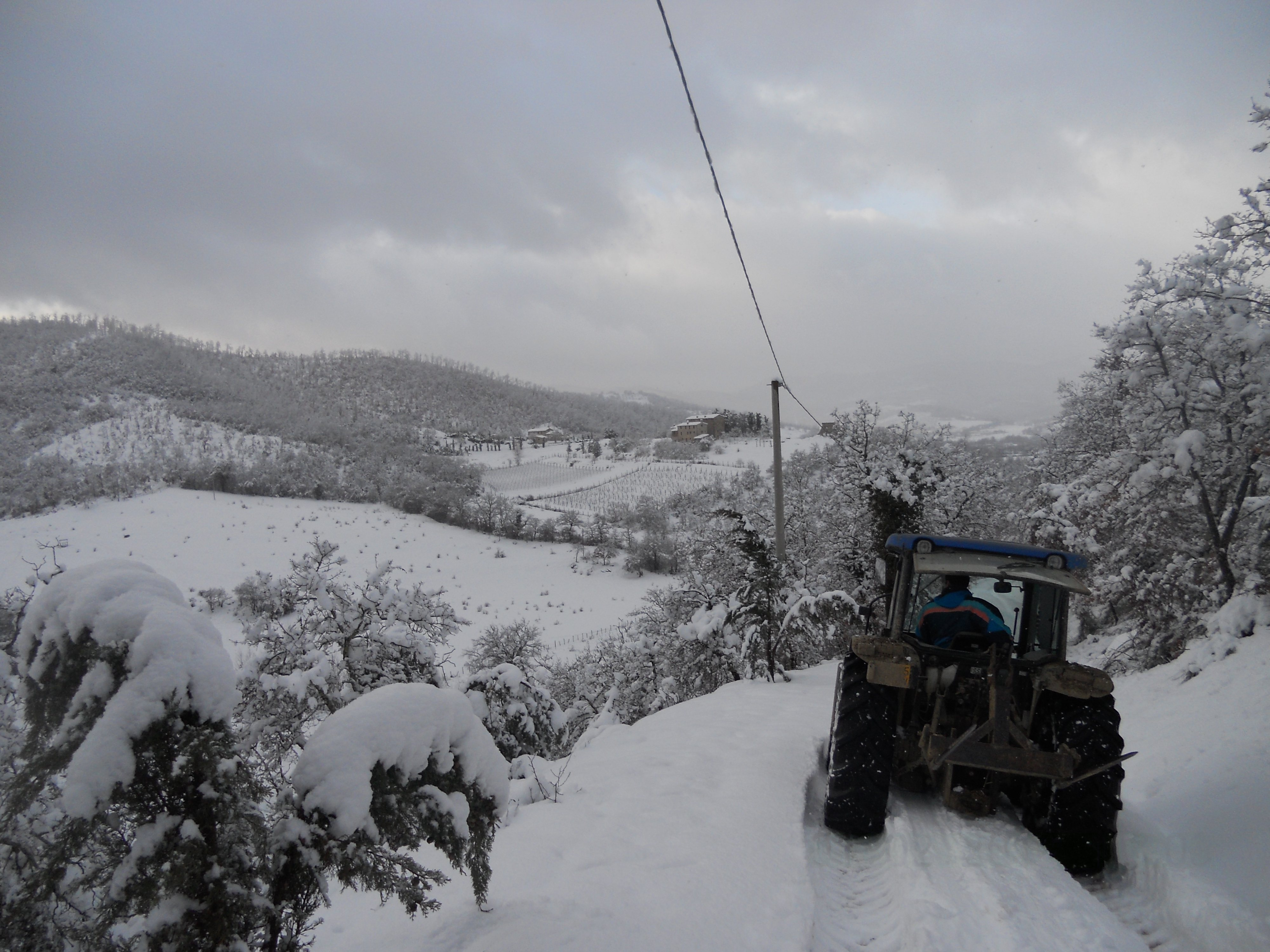
Veduta della Vallata di San Silvestro Delle Arcelle da loc. Prugnano
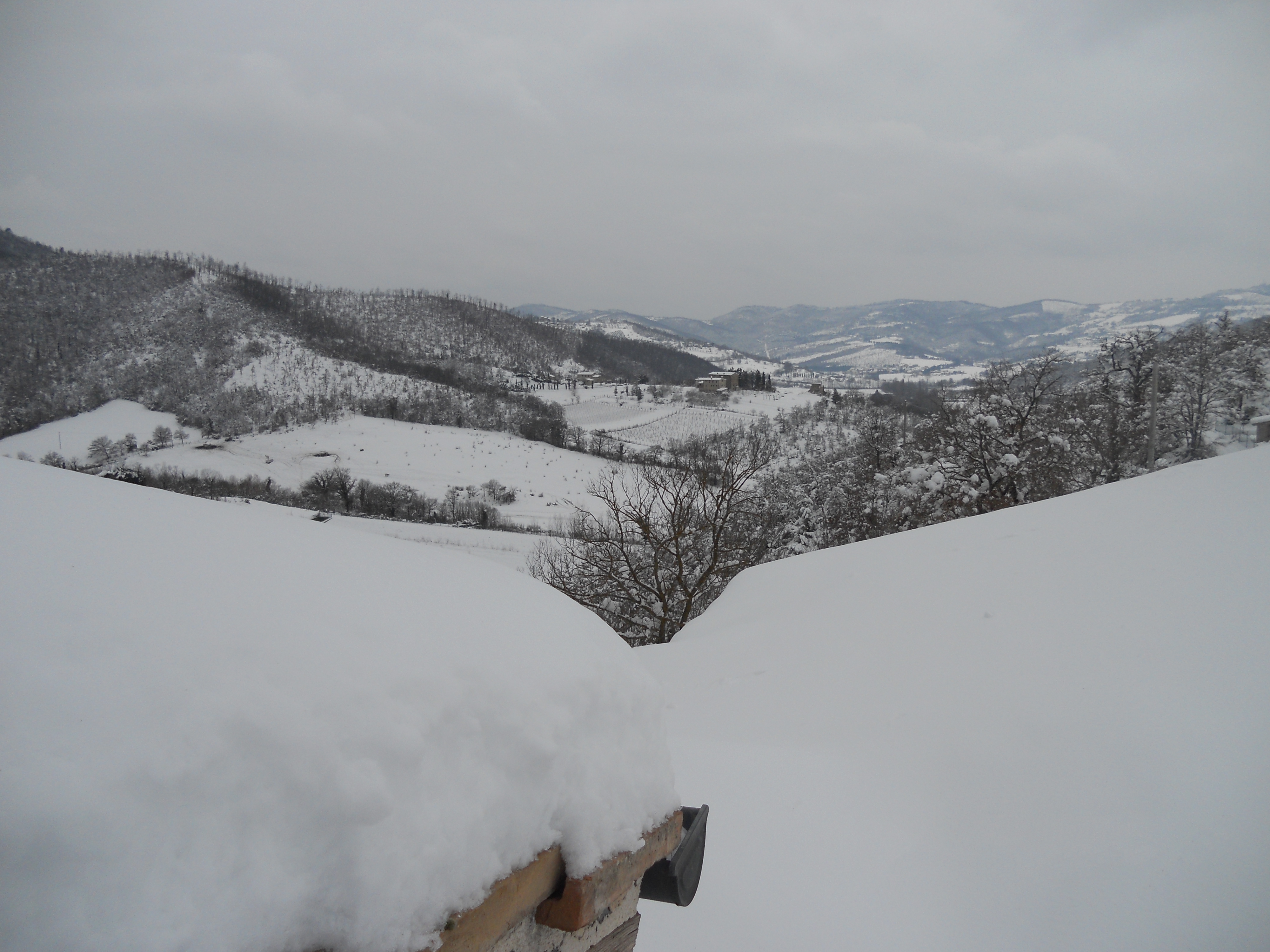
Veduta della vallata di San Silvestro Delle Arcelle, dal poggio Prugnano. Al Centro il Borgo di Arcelle.

### Torrente Mansola

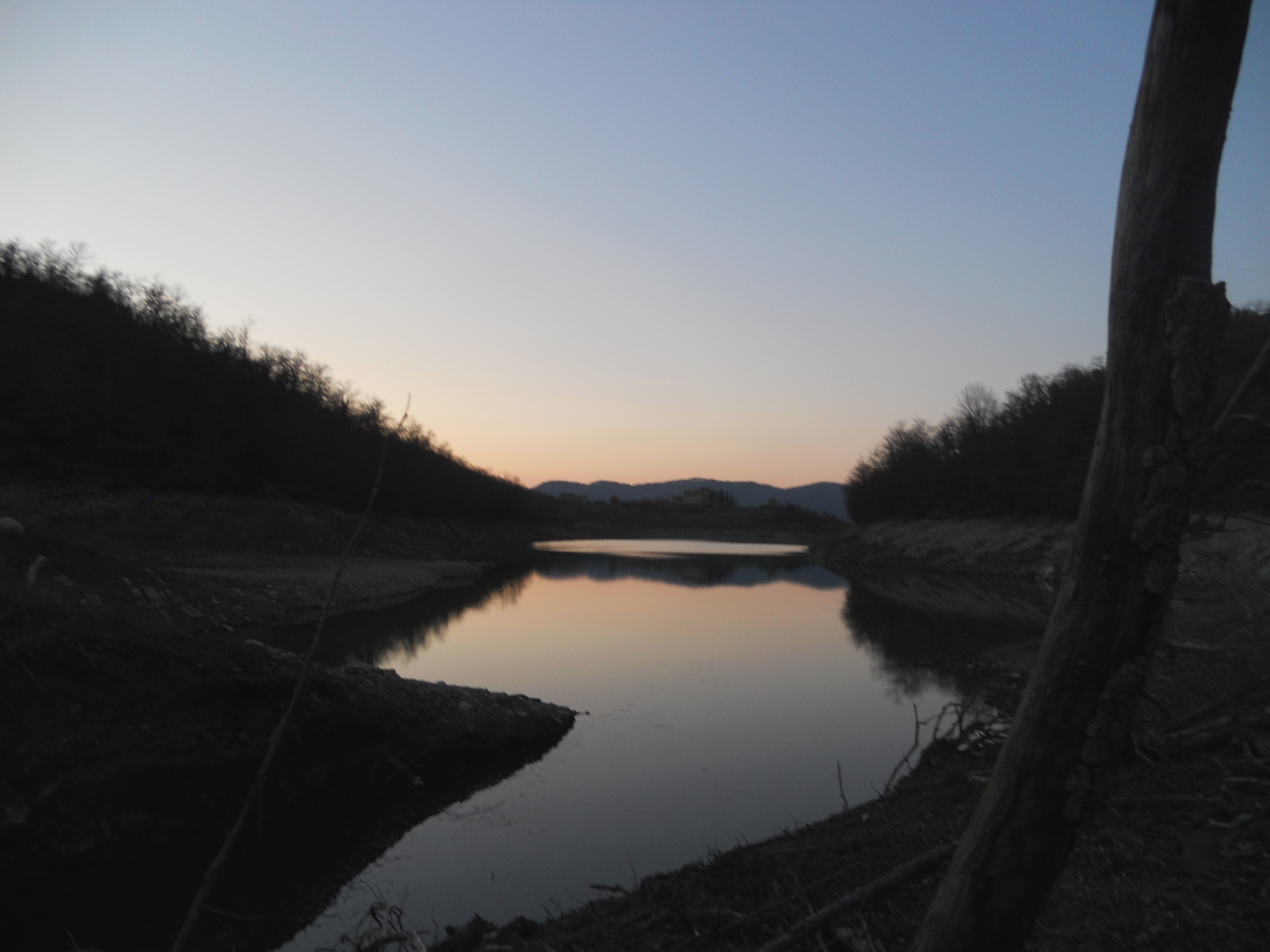
Arcelle-Invaso artificiale-vista dal punto in cui vi si immette la Mansola; sullo sfondo i casali di Arcelle.

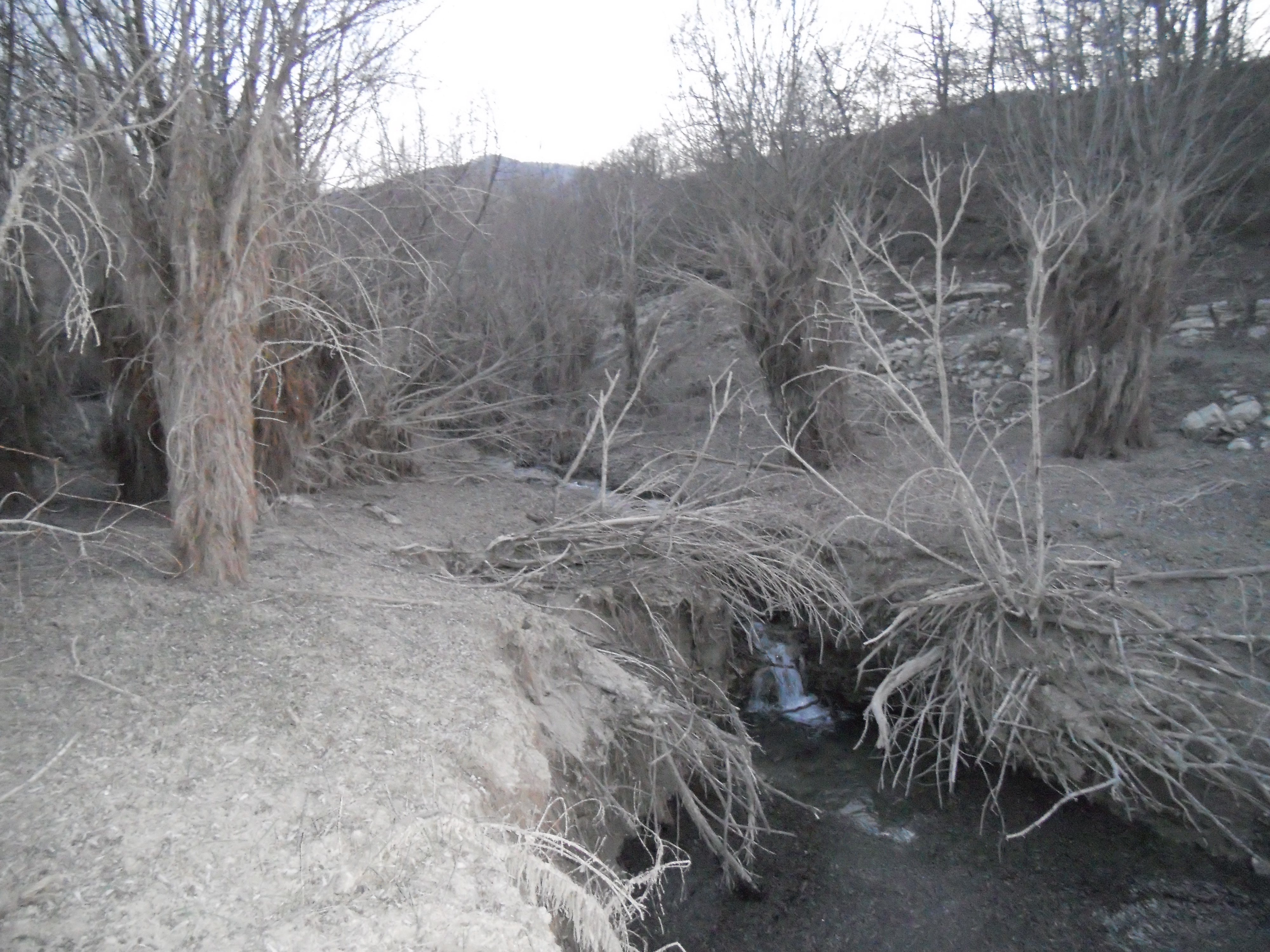
Il Torrente Mansola si immette nell'invaso di Arcelle

All'interno di detta vallata scorre il Torrente Mansola, la cui sorgente si trova al Passo di Niacroce (altitudine circa 615 m), zona S. Bartolomeo Dei Fossi. Detto Torrente, scorrendo lungo la vallata di San Silvestro Delle Arcelle, dopo circa 4 chilometri dalla sorgente, si immette nell'invaso artificiale di Arcelle, realizzato nel 1998, sovrastato dal caratteristico e panoramico poggio di Prugnano, invaso, dal quale, il Torrente Mansola ne esce dopo circa 650 metri, pari alla lunghezza dell'invaso; dopo altri circa 700 metri, riceve dalla destra le acque del torrente Mansolino. Compiuto un percorso di circa 9 chilometri si immette, sempre a destra, nel torrente Niccone in località Spedalicchio di Umbertide, a 35 chilometri da Perugia. La portata media di acqua annua è modesta (circa 0,2 m³/s, che diventa praticamente nulla in estate). La portata è dovuta in buona parte alle piogge che possono essere anche notevolmente copiose nella stagione autunnale ed invernale.
Nella metà del 1900, più volte a seguito di precipitazioni eccezionali, l'intera vallata di San Silvestro Delle Arcelle è stata allagata dalle acque del Torrente Mansola.

### Flora e fauna
L'invaso delle Arcelle, che, oggi, attribuisce una particolare caratterizzazione alla vallata, è un habitat favorevole per diverse specie ittiche, presenti in maniera cospicua: carpa, tinca, rovella, luccio, persico. La Vallata di San Silvestro Delle Arcelle è caratterizzata dalla presenza della flora tipica del paesaggio Umbro-Toscano, preminenti tra le piante di alto fusto la quercia, il cerro, il rovere, il carpino bianco il faggio, il castagno e l'olivo; nel sottobosco è presente l'evonimo maggiore e ai margini dei boschi non mancano cespugli di ginestra. Molte le specie faunistiche presenti nella Vallata di San Silvestro Delle Arcelle, tra gli altri: daini, cinghiali, volpi, istrici, tassi, lepri, fagiani, puzzole, poiane, allocchi, ghirlandaie, colombacci, tortore, merli e picchi muratori; saltuariamente è stato avvistato il lupo.

## Storia della valle
La vallata di San Silvestro delle Arcelle fu certamente abitata dagli Etruschi la cui presenza è documentata dall'esistenza del non lontano Ipogeo in località Villa Sagraia e del villaggio fortificato di Bellona sviluppatosi in cima a Monte Murlo (818 m s.l.m. Nel 217 a.C., la Vallata di San Silvestro delle Arcelle vide la risalita delle truppe romane scampate dalla battaglia del Trasimeno, dalla vallata del Niccone, verso il sito di Bellona o Bellonia, dove il 25 giugno 217 a.C., si scontrarono con le truppe cartaginesi; i romani ebbero la peggio. Questi avvenimenti sono ricordati da un gran numero di toponimi locali: Pugnano, Monte Corvino, Peggio (ora Preggio). Dopo il 500 d.C., la vallata di San Silvestro delle Arcelle è da ricomprendersi nel Corridoio Bizantino. Sappiamo che l'Impero Romano, ebbe, dopo il 476 d.C. (caduta dell'ultimo imperatore d'Occidente Romolo Augusto), la sua continuazione con l'impero di Bisanzio (Costantinopoli), oggi Istanbul; impero che cessò di esistere nel 1453 (conquista di Costantinopoli da parte dei Turchi ottomani ). Dopo il 500 d.C. la presenza nel territorio italiano di Bisanzio, rimase circoscritta all'Esarcato di Ravenna ed al Ducato Romano. Il resto d'Italia vide l'occupazione Longobarda. Ebbene le aree di Ravenna e Roma, erano collegate da uno stretto corridoio che passava per la Valle del Niccone; tutta la valle, con i castelli di Lisciano, Fiume, Reschio, Pierle, Danciano, Pugnano e Sorbello, i cui resti sono ancor oggi evidenti, assunse un'importante posizione strategica poiché permetteva le comunicazioni attraverso uno stretto corridoio fortificato, appunto il cosiddetto corridoio bizantino, "libero" dalla presenza dei Longobardi. A giugno del 1944 la vallata di San Silvestro delle Arcelle vide il passaggio di molte truppe tedesche in ordinata ritirata, dopo l'aspra battaglia del Trasimeno, che si ebbe in maniera cruenta dal 13 al 29 giugno 1944 lungo la Linea Albert (dal nome del federmaresciallo Albert Kesselring). Dopo il 29 giugno 1944, i tedeschi si ritirarono ordinatamente nonostante le perdite subite passando anche per la detta vallata, scendendo da San Bartolomeo dei Fossi, passando per i casali di Caicecchi, casali di Castellaro, Casa Rossa, Casella. Le Balze, i casali di San Silvestro delle Arcelle, sino a proseguire nella vallata del torrente Niccone.

## Il borgo
Sito posto nel comune di Umbertide, su un poggio, al centro della vallata omonima, ad un'altitudine di circa 405 m. Sino al 1960 è stato il punto di incontro e di ricreazione degli oltre 300 abitanti dell'intera vallata. Ivi era funzionante una scuola elementare, ed una sala da ballo utilizzata in particolari ricorrenze e durante il periodo di carnevale; per le necessità religiose sino alla fine del 1800, veniva utilizzata la chiesa unita alla relativa canonica, che si trova oggi a pochi metri dallo sfioratore dell'invaso di Arcelle; tale complesso, oggi diroccato, mantiene al suo interno un capiente ossario, sotto il pavimento, con, a tutt'oggi, i resti di centinaia di abitanti della vallata. Dai primi del Novecento, si prese a frequentare le vicine chiese di Bastia Creti e di Migianella Dei Marchesi. La proprietà del Borgo e dei centinaia di ettari di terreno circostante furono di proprietà di Nicola Danzetta, Barone, Senatore e primo Sindaco di Perugia nel 1861; nella seconda metà dell'Ottocento divennero, di proprietà della famiglia Bico Ubaldo, Gio-Maria ed Antonio, poi, Bico e Panichi.